# Janusz Pożak
Janusz Pożak (ur. 1 czerwca 1955 w Lubartowie) – polski kolarz szosowy, mistrz i reprezentant Polski, w latach 2018–2019 prezes Polskiego Związku Kolarskiego.

## Życiorys
Był zawodnikiem klubu Spółdzielca Lublin. Jego największym sukcesem było mistrzostwo Polski w wyścigu szosowym ze startu wspólnego w 1980. W 1979 startował w wyścigu szosowym ze startu wspólnego w mistrzostwach świata, zajmując 67 m. Dwukrotnie uczestniczył w Wyścigu Pokoju (1978 – 26 m., 1981 – nie ukończył). W 1977 został zwycięzcą Bałtyckiego Wyścigu Przyjaźni. W 1976 wygrał etap w Tour de Pologne. W 1977 i 1979 wybierano go na najlepszego sportowca Lubelszczyzny w plebiscycie „Kuriera Lubelskiego”. W latach 80. ścigał się we Francji. Po zakończeniu kariery sportowej prowadził własną działalność gospodarczą oraz działał w ruchu kolarskim. M.in. w 1994 reaktywował sekcję kolarską w MKS Lewart Lubartów i rozpoczął organizowanie Święta Roweru w Lubartowie. Jest także dyrektorem Ogólnopolskiego Wyścigu Kolarskiego po Ziemi Lubartowskiej.
W latach 90. i 2000. był radnym miejskim, a w 2010 został radnym powiatu lubartowskiego jako bezpartyjny kandydat z listy Platformy Obywatelskiej. Z ramienia PO kandydował także bez powodzenia w 2014 do Parlamentu Europejskiego, utrzymując w tym samym roku mandat radnego powiatu. W 2015 (już jako członek partii) kandydował bezskutecznie z listy Platformy Obywatelskiej do Sejmu.
6 lutego 2018 został prezesem Polskiego Związku Kolarskiego. Kierownictwo w związku objął w okresie kryzysu w tej instytucji – uprzednio na skutek afer finansowych i obyczajowych resort sportu i główny sponsor PKN Orlen wstrzymały finansowanie, a poprzedni prezes Dariusz Banaszek podał się do dymisji. W tym samym roku, jako bezpartyjny kandydat Koalicji Obywatelskiej, ponownie został wybrany do rady powiatu lubartowskiego. 27 maja 2019 ustąpił z funkcji prezesa PZKol.